# Bleddyn ap Cynfyn
Bleddyn ap Cynfyn (1025? – †1075) va ser un rei de Powys i de Gwynedd que visqué al segle xi.

## Biografia
Bleddyn fou fill de Cynfyn ap Gwerstan, que pertanyia a la casa reial de Powys. A la mort de Gruffydd ap Llywelyn, sobirà de tot el País de Gal·les (mort pels seus propis homes després d'haver estat derrotat per Harold Godwinson el 1063), Bleddyn i el seu germà Rhiwallon se sotmeteren a en Harold i en reberen les terres de Gwynedd i el Powys. L'any 1066 tingué lloc la batalla de Hastings, que amb la mort del rei Harold II marcà la fi de la dinastia saxona de Wessew de reis d'Anglaterra i l'inici de la conquesta normanda amb Guillem el Conqueridor. A l'any següent, Bleddyn i Rhiwallon s'uniren al mercià Eadric el Salvatge per atacar els normands a Hereford, i el 1068 s'aliaren amb els barons Edwin de Mercie i Morcar de Northumbrie.
Bleddyn s'hagué de defensar dels fills de Gruffyd ap Llywelyn, als que pogué vèncer a la batalla de Mechain, el 1070: un morí a la batalla, i l'altre gelat. De resultes de la contesa, però, Rhiwallon també fou mort, i d'aleshores endavant Bleddyn regnà fins a Gwynedd i Powys fins al seu traspàs. El matà una coalició impulsada per Rhys ab Owain i els nobles d'Ystrad Tywi, al sud de Gal·les. Aquesta mort causà una commoció arreu del país. Segons el Brut y Tywysogion, Bleddyn hauria estat un dirigent benèvol, i que hauria actualitzat el codi legal de Hywel Dda.
Com que els fills de Bleddyn eren encara massa joves, fou el seu cosí Trahaearn ap Caradog qui el succeí.